# 汐留芝離宮ビルディング
汐留芝離宮ビルディング（しおどめしばりきゅうビルディング）は浜松町駅、大門駅、竹芝駅にほど近い東京都港区海岸一丁目に所在するオフィスビル兼複合商業施設である。隣には汐留ビルディングがある。

## 概要
飯野海運と日本土地建物が再開発エリアである「汐留シオサイト」に、共同で整備した複合ビルである。建物は浜松町駅前の交通広場に面し、南・北には旧芝離宮庭園、浜離宮庭園、西には東京タワーを望む。
地下1階から地上3階の低層部は商業スペース「芝離宮ダイニング」となり、フロアをつなぐ吹き抜け部分は自然光が降り注ぎ、天井から飾られたアートワークがアクセントになっている。4階の設備機械室を挟み、5階から20階がテナントオフィス、21階には産業支援施設としてインキュベートオフィスが置かれている。また敷地内には、再開発計画で定められた公共空間としてのペデストリアンデッキ・地区広場・歩行者道路が建物と一体的に整備された。

## 主なオフィステナント
- 東京ガスエンジニアリングソリューションズ本社（5階～9階）
- ダイフク東京本社（登記上の本店は大阪市西淀川区）
- 大黒屋東京支店
- サンポー食品東京営業所

## アクセス
- 山手線・京浜東北線・東京モノレール浜松町駅 徒歩2分
- 地下鉄大江戸線・浅草線大門駅 徒歩4分
- ゆりかもめ竹芝駅 徒歩5分